# Leandro Antônio da Silva
Tigrão, bürgerlicher Name Leandro Antônio da Silva, (* 6. Juli 1982 in Rio de Janeiro) ist ein brasilianischer Fußballspieler.

## Karriere
Leandro spielte in der Jugend bei Atlético Mineiro. Nachdem er beim América Futebol Clube in seiner Heimat Brasilien bis 2004 gespielt hatte, wechselte er 2004 in die Bundesliga zum 1. FC Nürnberg. In der Fußball-Bundesliga debütierte er am 23. Oktober 2004 (9. Spieltag) beim 1:4 im Auswärtsspiel bei Werder Bremen, als er in der 81. Spielminute für Maik Wagefeld eingewechselt wurde. Nach nur einem Jahr wechselte er zurück in seine Heimat zum Prudentópolis EC, von wo er nach einem halben Jahr zu Odd Grenland nach Norwegen wechselte. Dort blieb er bis Dezember 2006.